# Dobrá Voda (Žďár nad Sázavou)
Dobrá Voda é uma comuna checa localizada na região de Vysočina, distrito de Žďár nad Sázavou.